# داستان نفرت
داستان نفرت (انگلیسی: Hate Story) یک فیلم در ژانر شهوانی به کارگردانی ویوک آگنیهوتری محصول سال ۲۰۱۲ کشور هند است. پائولی دام، گلشن دوایا و جوی سنگوپتا از بازیگران این فیلم بوده‌اند.